# Agnieszka Czekierda
Agnieszka Czekierda (ur. 1979) – polska reżyserka i aktorka teatralna – założycielka i dyrektorka artystyczna Teatru Małego Widza w Warszawie. Współzałożycielka Teatru Konsekwentnego (dziś Teatr Warsawy) oraz Black Cat Theatre w Amsterdamie. 

## Aktorstwo i reżyseria
Reżyseria dla dzieci:
- 2011 „Rozplatanie tęczy” (dla dzieci w wieku 1-4 lat) Teatr Małego Widza
- 2011 „Sklep Magika Mechanika” inspirowany Baśnią o stalowym Jeżu Jana Brzechwy (dla dzieci 5-10 lat) Teatr Małego Widza
- 2011 „Lśnienie” (dla dzieci 5-10 lat) Teatr Małego Widza
- 2012 „Julka i kulka” (dla dzieci 1-5 lat) Teatr Małego Widza
- 2012 „…i bach prosto w piach!” (dla dzieci 1-5 lat) Teatr Małego Widza
- 2012 „Dźwiękowanie na dywanie” (dla dzieci 1-5 lat) Teatr Małego Widza
- 2013 „A kuku” (dla dzieci 1-5 lat) Teatr Małego Widza
- 2013 „Ahoj!” (dla dzieci 1-5 lat) Teatr Małego Widza
- 2013 „Mama Africa” (dla dzieci 1-5 lat) Teatr Małego Widza
- 2013 „Cztery pory roku” (dla dzieci 1-5 lat) Opera na Zamku w Szczecinie
- 2014 „Cztery pory roku” (dla dzieci 1-5 lat) Teatr Małego Widza
- 2014 „Warzywa są z kosmosu” (dla dzieci 1-5 lat) Teatr Małego Widza
- 2014 „SentyMenty” (dla dzieci 1-5 lat) Teatr Małego Widza
- 2015 "Co się zdarzyło w Manko?" (dla dzieci 6-9 lat) Narodowy Bank Polski

- 2016 "Sensoryczny Labirynt Muzyczny" (dla dzieci 1+) Teatr Małego Widza
- 2016 "Ogród" (dla dzieci 1-4 lat) Teatr Małego Widza
- 2016 "Super Luper" (dla dzieci 2-6 lat) Teatr Małego Widza
- 2016 "Bossa Noga" (dla dzieci 1+) Teatr Małego Widza
- 2017 "Światy równoległe" (dla dzieci 1-5 lat) Teatr Małego Widza
- 2018 "Ocean snów" (dla dzieci 8 miesięcy - 18 miesięcy) Teatr Małego Widza
- 2018 "Ćmy i Motyle" (dla dzieci 1-5 lat) Teatr Małego Widza
- 2019 "Kosmos" (dla dzieci 1-5 lat) Teatr Małego Widza
- 2019 "Vlindertuin" (dla dzieci 1-5 lat) Black Cat Theatre Amsterdam
- 2020 "Papier" (dla dzieci 1-5 lat) Black Cat Theatre Amsterdam
- 2020 "De Regen" (dla dzieci 1-5 lat) Black Cat Theatre Amsterdam
- 2020 "Ulotne" (dla dzieci 1-5 lat) Teatr Małego Widza
- 2022 "Wełna" (dla dzieci 1-5 lat) Teatr Małego Widza
- 2022 "Łąka" (dla dzieci od 8 miesięcy do 3 lat) Teatr Małego Widza
- 2022 "MEE" (dla dzieci od 1-5 lat) Teatr Małego Widza
- 2022 "Rozplatanie tęczy" (dla dzieci 1-4 lat) Teatr Kameralny w Bydgoszczy

Reżyseria dla dorosłych:
- „Sztuka” Yasmina Reza (przekład Barbara Grzegorzewska); premiera 14 marca 1999 r.; rola Serge; reż.: Teatr Konsekwentny
- „Zaliczenie. Lekcja” K.Zanussi & E.Ionesco; premiera 7 czerwca 2000 r.; role: Pani Profesor i Uczennica; reż.: Teatr Konsekwentny
- „Wyrok śmierci na konia Faraona”; premiera 2002 r.; role: Alicja Rostkowiak i Danuta Krotkowska; reż.: Teatr Konsekwentny
- „Przez Welon Łez” – spektakl poetycki na podstawie Kwiatów Polskich J. Tuwima; premiera 2001 r.; reż.: Hubert Bielawski
- „Ludowa Szopka Polska”; Role: Ewa z Raju, Archanioł Gabriel, Aniołek, Hetman, Trzech Króli, Śmierć, Maryja, Narrator, Czarownica, Żyd, Lekarz – Konował; premiera: 2002 r; reż. Hubert Bielawski
- „Nauka sztuki scenicznej” – spektakl według „Mimiki” Wojciecha Bogusławskiego; premiera: 2001; reż. Wiesław Rudzki
- „II Alert Europejski – Zaślubiny UE z Rzeczpospolitym”; reż. Teatr Konsekwentny; premiera: 2004
- „…i póki śmierć nas nie rozłączy, czyli tryptyk czeski”; Premiera: 23 listopada 2004; Reż. Agnieszka Czekierda i Adam Sajnuk; Role: Sara, Wiera, Renatka

## Wybrana filmografia

### Film
- „Dół” reż. Sebastian Durbacz (2003 r.)

### TV
- Mamy cię – odcinek z Hanną Śleszyńską, 2004
- Mamy cię – odcinek z  Danielem Olbrychskim, 2004

## Nagrody

### indywidualne
- Grand Prix  44 Ogólnopolskiego Konkursu Recytatorskiego, Centralne Spotkanie Laureatów, Żary 1999

### zbiorowe
- VII Festiwal Teatralny Dionizje ’99 – Ciechanów – Grand Prix;
- Międzynarodowy Festiwal Teatralny MALTA ’99 (największa liczba spektakli w ramach programu MALTA OFF)
- VIII Konkurs Teatrów Ogródkowych – Warszawa ’99 – Wielka Ogródkowa Nagroda Teatralna za zbiorową reżyserię
- II Ogólnopolski Festiwal Teatrów i Kabaretów Studenckich –  Wyjście z Cienia, Gdańsk ’99 – I nagroda im. Jana Pawła II
- I  Studencki Ogólnopolski Festiwal Teatralny Theatrum Orbis Terrarum Olsztyn 2000 III nagroda jury, nagroda publiczności, Puchar Prezydenta Miasta
- VIII Festiwal Teatralny Dionizje 2000 – Ciechanów – II nagroda jury
- Międzynarodowy Festiwal Teatralny MALTA 2000- Poznań
- Konfrontacje Teatralne – Lublin/Gardzienice 2000
- III Ogólnopolski Festiwal Teatrów i Kabaretów Studenckich Wyjście z Cienia Gdańsk 2000 – Wyróżnienie Główne
- X Konkurs Teatrów Ogródkowych Warszawa 2002 – Wielka Ogródkowa Nagroda Publiczności
- XV Konkurs Teatrów Ogródkowych, Warszawa 2006 – Wielka Ogródkowa Nagroda Publiczności